# Poliedrski sestav
Poliederski sestav je polieder, sestavljen iz večjega števila poliedrov, ki imajo skupno središče. So trirazsežnostni ustrezniki mnogokotniških sestavov, kot je šesterokraka zvezda. 
Sosednja oglišča sestava se povežejo tako, da tvorijo izbočeni polieder, ki ga imenujemo izbočena ogrinjača. Sestav je brušena robna ploskev izbočene ogrinjače.  

## Pravilni sestavi
Pravilni polieder se lahko definira kot sestav, ki ima podobno kot pravilni polieder ogliščno tranzitivne, robovno tranzitivne in tranzitivne stranske ploskve. Na ta način lahko definiramo pet pravilnih sestavov.  
| Sestavni deli                                         | Slika | Konveksna ogrinjača | Jedro                 | Simetrija     | Podgrupa omejena na en sestavni del | Dual                              |
| ----------------------------------------------------- | ----- | ------------------- | --------------------- | ------------- | ----------------------------------- | --------------------------------- |
| sestav dveh tetraedrov ali zvezdni oktaeder           |       | kocka               | oktaeder              | *432 [4,3] Oh | *332 [3,3] Td                       | sebi dualen                       |
| sestav petih tetraedrov ali kiro-ikozaeder            |       | dodekaeder          | ikozaeder             | 532 [5,3]+ I  | 332 [3,3]+ T                        | enanciomorfen ali kiralni dvojček |
| sestav desetih tetraedrov sestav dveh kiro-ikozaedrov |       | dodekaeder          | ikozaeder             | *532 [5,3] Ih | 332 [3,3] T                         | sebi dualen                       |
| sestav petih kock ali rombieder                       |       | dodekaeder          | rombski triakontaeder | *532 [5,3] Ih | 3*2 [3,3] Th                        | sestav petih oktaedrov            |
| sestav petih oktaedrov ali mali ikoziikozaeder        |       | ikozidodekaeder     | ikozaeder             | *532 [5,3] Ih | 3*2 [3,3] Th                        | sestav petih kock                 |

## Dualno pravilni sestavi
Dualno pravilni sestavi so  zgrajeni iz pravilnega poliedra (eden je platonsko telo ali Kepler-Poinsotov polieder) in njegovega pravilnega duala, ki je postavljen obratno glede na skupno vmesno sfero.  Robovi enega poliedra sekajo dualni rob dualnega poliedra. 
Znanih je pet takšnih sestavov
| Sestavni deli                                              | Slika | konveksna ogrinjača   | Jedro           | Simetrija     |
| ---------------------------------------------------------- | ----- | --------------------- | --------------- | ------------- |
| sestav dveh tetraedrov, ali stelirani oktaeder             |       | kocka                 | oktaeder        | *432 [4,3] Oh |
| sestav kocke in oktaedra                                   |       | rombski dodekaeder    | kubooktaeder    | *432 [4,3] Oh |
| sestav dodekaedra in ikozaedra                             |       | rombski triakontaeder | ikozidodekaeder | *532 [5,3] Ih |
| sestav velikega ikozaedra in velikega zvezdnega dodekaedra |       | dodekaeder            | ikozaeder       | *532 [5,3] Ih |
| sestav malega zvezdnega dodekaedra in velikega dodekaedra  |       | ikozaeder             | dodekaeder      | *532 [5,3] Ih |

## Uniformni sestavi
V letu 1976 je Skilling objavil delo Uniform Compounds of Uniform Polyhedra, ki je vsebovalo 75 sestavov (vključno s skupino šestih neskončnih prizmatičnih  sestavov, številke 20do 25), ki so narejene iz uniformnih poliedrov z vrtilno simetrijo. V nadaljevanju je pregled petinsedemdesetih  uniformnih sestavov, ki jih je navedel gradbenik in arhitekt John Skilling (1921 - 1998).     
- 1-19: Mešano (4,5,6,9,17  je 5 pravilnih sestavov)

|  |  |  |  |  |  |
|  |  |  |  |  |  |
|  |  |  |  |  |  |
|  |  |  |  |  |  |

- 20-25: Simetrija prizme vložena v  prizemsko simetrijo,

|  |  |  |  |  |  |

- 26-45: Simetrija prizme simetrija vložena v oktaedrsko ali ikozaedrsko simetrijo,

|  |  |  |  |  |  |
|  |  |  |  |  |  |
|  |  |  |  |  |  |
|  |  |  |  |  |  |

- 46-67: Tetraedrska simetrija vložena v oktaedrsko ali ikozaedrsko simetrijo

|  |  |  |  |  |  |
|  |  |  |  |  |  |
|  |  |  |  |  |  |
|  |  |  |  |  |  |

- 68-75: enanciomorfni pari

|  |  |  |  |  |  |
|  |  |  |  |  |  |

## Drugi sestavi
- sestav treh oktaedrov
- sestav štirih kock